# Mount Ball
Mount Ball är ett berg i Kanada.   Det ligger i provinsen Alberta, i den centrala delen av landet, 3 000 km väster om huvudstaden Ottawa. Toppen på Mount Ball är 3 311 meter över havet.
Terrängen runt Mount Ball är bergig västerut, men österut är den kuperad. Mount Ball är den högsta punkten i trakten. Trakten runt Mount Ball är nära nog obefolkad, med mindre än två invånare per kvadratkilometer.. Det finns inga samhällen i närheten.
Trakten runt Mount Ball består i huvudsak av gräsmarker.